# Лісне (Астраханська область)
Лісне (рос. Лесное) — село у Лиманському районі Астраханської області Російської Федерації.
Населення становить 2221 особу. Входить до складу муніципального утворення Олинська сільрада.

## Історія
Населений пункт розташований на території українського етнічного та культурного краю Жовтий Клин. Від 1943 року належить до Лиманського району, у 1963-1965 роках — Ікрянинського району.
Згідно із законом від 6 серпня 2004 року органом місцевого самоврядування є Олинська сільрада.

## Населення
| 2002 | 2010  | 2012  | 2013  | 2014  |
| ---- | ----- | ----- | ----- | ----- |
| 2174 | ↘2115 | ↗2218 | ↗2220 | ↗2221 |